# Bunguran
Le isole Bunguran sono un piccolo arcipelago dell'Indonesia, situato nel Mar Cinese Meridionale. Comprendente l'omonima isola (166 km²) e le isolette Laut, Semiun, Seluan, Genting, Lagong Subi, Midai, Seraya, Serasan e Merundung, appartengono amministrativamente alla provincia indonesiana del Kalimantan Occidentale.